# Красноярский сельсовет (Ордынский район)
Красноярский сельсовет — сельское поселение в Ордынском районе Новосибирской области Российской Федерации.
Административный центр — село Красный Яр.

## История
Статус и границы сельского поселения установлены Законом Новосибирской области от 2 июня 2004 года № 200-ОЗ «О статусе и границах муниципальных образований Новосибирской области»

## Население
| 2002  | 2010  | 2012  | 2013  | 2014  | 2015  | 2016  |
| ----- | ----- | ----- | ----- | ----- | ----- | ----- |
| 1563  | ↘1532 | ↘1511 | ↘1476 | ↘1436 | ↘1425 | ↘1415 |
| 2017  | 2018  | 2019  | 2020  | 2021  |       |       |
| ↗1434 | ↗1448 | ↗1455 | ↘1454 | ↘1438 |       |       |

## Состав сельского поселения
| № | Населённый пункт | Тип населённого пункта       | Население |
| - | ---------------- | ---------------------------- | --------- |
| 1 | Красный Яр       | село, административный центр | ↘1438     |